# 桐柏路街道
桐柏路街道，是中华人民共和国河南省郑州市中原区下辖的一个乡镇级行政单位。

## 行政区划
桐柏路街道下辖以下地区：
西站东社区、西站西社区、河南送变电社区、火电二公司社区、煤仓街社区、郑工集团社区、西十里铺北社区、新世纪社区、铝业公司社区、机械化社区、电厂南路社区、中原制药厂社区、化工厂社区、嵩岳社区、开元社区、风和日丽社区、水晶社区、清城美苑社区、西十里铺中社区和城开社区。